# Renee Tajima-Peña
Renee Tajima-Peña (* 1958 in Chicago, Illinois, Vereinigte Staaten) ist eine US-amerikanische Dokumentarfilmerin (Regisseurin, Produzentin, Drehbuchautorin, Kamerafrau) und Pädagogin mit asiatischen Wurzeln.

## Leben und Wirken
Renee Tajima-Peña besuchte die John Muir High School im kalifornischen Pasadena und machte 1980 ihren Bachelor-Abschluss cum laude am Radcliffe College der Harvard University, wo sie als Fächer ostasiatische Studien und Soziologie belegte. Während ihrer Zeit in Harvard trat sie auch als Vorsitzende der United Front Against Apartheid auf. Als engagierte Aktivistin, Schriftstellerin und Filmemacherin verlor Renee Tajima-Peña niemals die südostasiatischen Wurzeln ihrer Vorfahren aus den Augen und engagierte sich im asiatisch-amerikanischen Independent-Film. Sie war Leiterin der Asian Cine-Vision in New York und Gründungsmitglied des Center for Asian American Media. Renee Tajima-Peña gründete auch das Asian American International Video Festival, wirkte als Filmkritikerin bei The Village Voice, kommentierte kulturelle Ereignisse für das National Public Radio und trat als Herausgeberin von dem Periodikum Bridge: Asian American Perspectives in Erscheinung.
Ihr politisches und gesellschaftliches Engagement, das sich vor allem seit den ausgehenden 1970er Jahren im Kampf für mehr Bürgerrechte manifestierte, fand seit dem Folgejahrzehnt auch Ausdruck in ihren filmischen Arbeiten. In Christine Choy fand sie eine Schwester im Geiste, wie Renee Tajima-Peña asiatischer Herkunft. Beide Frauen stellten nach ihrer ersten Kooperation 1986 im darauf folgenden Jahr den abendfüllenden Dokumentarfilm Who Killed Vincent Chin? her, der ein aus Konkurrenzneid und Rassismus geborenes Verbrechens zum Nachteil eines asiatischstämmigen Angestellten in der US-Autoindustrie nacherzählte und die Hintergründe beleuchtete. Für diese Arbeit erhielten Renee Tajima-Peña und Christine Choy 1989 eine Oscar-Nominierung in der Sparte Bester Dokumentarfilm. Zahlreiche gewonnene Preise und Nominierungen aus aller Herren Länder und Filmfestivals schlossen sich an.
Ähnlich wie Chow erhielt Tajima-Peña auch eine Reihe von Angeboten zu Lehrtätigkeiten. 2013 wurde sie zur Professorin für Asiatisch-Amerikanische Studien und zum Alumni and Friends Japanese American Ancestry Endowed Chair der UCLA ernannt. Sie leitet auch das Center for EthnoCommunications an der UCLA, das im Asian American Studies Center mit einem Unterrichtsbestandteil in der Abteilung für Asiatisch-Amerikanische Studien untergebracht ist. Tajima-Peña war zuvor als Professorin für Film und digitale Medien an der University of California in Santa Cruz tätig. Trotz ihrer umfangreichen Aktivistentätigkeiten und Lehraufträge ist die Hochschullehrerin auch weiterhin als Dokumentarfilmerin aktiv, wenngleich seit Beginn der 20er Jahre nur noch in reduzierter Form.

## Filmografie (Auswahl)
Regie oder Produktion oder Drehbuch oder Kamera
- 1986: Permanent Wave
- 1987: Who Killed Vincent Chin?
- 1989: The Best Hotel on Skid Row
- 1990: What American Really Thinks of the Japanese
- 1997: The Last Beat Movie
- 1997: My America...or Honk if You Love Buddha
- 2001: Skate Manzanar
- 2002: Labor Women
- 2003: The New Americans: Mexico Story
- 2004: My Journey Home
- 2009: Whatever It Takes
- 2010: God Willing
- 2010: Calavera Highway
- 2015: No Más Bebés